# Abarema campestris
Abarema campestris és una espècie de llegum del gènere Abarema de la família Fabaceae.